# Timatic
Timatic (рус. Тима́тик) — база данных, содержащая информацию о документах, необходимых пассажирам, пересекающим государственные границы. Как правило, данная БД используется авиакомпаниями, чтобы определить, может ли пассажир быть принят к перевозке, а также авиакомпаниями и туристическими агентствами для предоставления подобной информации пассажирам в процессе бронирования и покупки билетов. Это является крайне важным для авиакомпаний, поскольку они должны выплачивать значительные штрафы в случае, если у пассажира, перевозимого данной авиакомпанией, документы оформлены ненадлежащим образом.
Информация, которая находится в Timatic:
1. Требования и рекомендации к паспортам
2. Требования и рекомендации к въездным визам
3. Требования и рекомендации к состоянию здоровья пассажиров (прививки)
4. Информация об аэропортовых сборах, которые нужно платить при въезде или выезде из страны
5. Таможенные правила, относящиеся к импорту/экспорту товаров и домашних животных
6. Правила перевода валютных ценностей при въезде/выезде пассажира из страны

Timatic основан в 1963 году. В настоящее время руководство базой осуществляет Международная ассоциация воздушного транспорта (IATA, ИАТА). Базой Timatic ежегодно пользуются более 60 миллионов путешественников, чтобы проверить соответствие своих документов визовым требованиям.
БД доступна в различных формах:
1. Timatic — доступна в сети SITA
2. TIM — напечатанная книга
3. TimaticWeb — БД в интернете
4. Timatic XML
5. Центр для путешественников ИАТА, интернет портал для клиентов